# Bernard Lepetit
Pour les articles homonymes, voir Lepetit.
Bernard Lepetit, né le 28 août 1948 à Versailles et mort au Chesnay le 31 mars 1996 , est un historien moderniste français, de la quatrième génération de l'École des Annales.  
Formé à l'histoire urbaine, il développe au cours de sa vie une réflexion sur l'organisation des réseaux de villes, la question des échelles d'observation, la diffusion de l'innovation, ou encore sur les voyages et expéditions scientifiques.
L'articulation entre les représentations savantes et les pratiques sociales, les écarts entre les représentations d'hier et d'aujourd'hui, leurs usages administratifs et la construction de la réalité qui en résulte étaient au cœur de son projet intellectuel.

## Biographie
Passé par l'École normale de Saint-Cloud, agrégé d'histoire, il soutient en 1976 une thèse de 3e cycle sur le peuplement de Versailles de 1545 à 1715 sous la direction de Pierre Goubert, puis en 1987 une thèse d'État sur l'organisation urbaine en France de 1740 à 1840, sous la direction de Jean-Claude Perrot. Nommé directeur d'études à l'EHESS en 1989, il assurera à la fin de sa vie la direction en son sein du Centre de Recherches Historiques.
Directeur de la collection « L'évolution de l'humanité » avec Jean-Claude Perrot chez Albin Michel, il fut secrétaire de rédaction de la revue des Annales de 1986 à 1992, avant d'en assurer sa codirection, période durant laquelle il prit une part prépondérante à la formulation du « tournant critique » (l'expression reprend le titre d'un numéro spécial paru en décembre 1989), qui ambitionnait de renouveler les méthodes et questionnements de l'historiographie française. L'ouverture du comité de rédaction des Annales à des non-historiens (comme l'économiste André Orléan et le sociologue Laurent Thévenot) et le changement du sous-titre de la revue - d'Économie, Sociétés, Civilisations à Histoire, Sciences sociales  - resteront parmi les traces les plus durables du passage de Bernard Lepetit à la direction des Annales.
Bernard Lepetit est mort accidentellement, fauché par une voiture.[réf. nécessaire]

## Une pratique de l'histoire
Soucieux de redonner une cohérence épistémologique à la discipline historique, dont on ne cesse en France au cours des années 1980 de déplorer l'émiettement, rompant avec l'objectivisme de l'histoire sérielle et quantitative à la Labrousse qui tendait à analyser les sociétés du passé à l'aide de catégories pré-construites, Lepetit entend rejeter tout à la fois un « positivisme plat » qui considérerait que les représentations ne font que dupliquer la réalité, et une « histoire rhétorique » pour laquelle les critères de validité ne relèveraient que d'« agencements linguistiques ». Il plaide dans Les Formes de l'expérience, comme tentative de mise en œuvre du programme du « tournant critique », pour une histoire sociale pragmatique, centrée sur les compétences des acteurs, attentive aux conditions d'émergence d'un accord dans une action située. Il y défend également la pratique d'une interdisciplinarité restreinte dans un dialogue avec les autres sciences sociales, se réappropriant notamment des notions venues de l'économie des conventions ou de la « sociologie pragmatique » de Luc Boltanski et Laurent Thévenot.
Dans les nombreux hommages de ses pairs ayant suivi sa mort accidentelle à l'âge de 47 ans, Bernard Lepetit laisse le souvenir d'un chercheur d'une vivacité sans pareille et d'une redoutable exigence intellectuelle, reconnu tant pour sa capacité de travail et d'organisation, en sa qualité d'homme d'institutions, que pour sa disposition à l'écoute, son ironie mordante et un certain détachement dans la pratique de son métier d'historien.
Les principales réflexions épistémologiques de Bernard Lepetit sont rassemblées dans l'ouvrage Carnet de croquis, recueil de treize écrits qu'il avait lui-même choisis avant sa disparition (articles, notes critiques, communications).

## Citations
Contre une histoire quantifiée des structures sociales, il s'agissait d'opposer (...) que les hommes ne sont pas dans les catégories sociales comme des billes dans des boîtes, et que d'ailleurs les "boîtes" n'ont d'autre existence que celles que les hommes (les indigènes du passé et les historiens d'aujourd'hui dans le cas de la discipline historique), en contexte, leur donnent.
L'économie, la sociologie, l'anthropologie ou la linguistique prennent aujourd'hui leur distance d'avec le structuralisme, voire d'avec l'explication causale pour, les unes et les autres, prêter attention à l'action située et rapporter l'explication de l'ordonnancement des phénomènes à leur déroulement même. À la linguistique saussurienne, on oppose la sémantique des situations ; contre les déterminations par l'habitus, on insiste sur la pluralité des mondes de l'action ; la rationalité substantielle des acteurs économiques est récusée au nom des conventions et de la rationalité procédurale ; l'anthropologie structurale est contestée par l'étude des modalités et des effets de la mise à l'épreuve historicisée des cultures. Dans plusieurs disciplines s'élaborent ainsi les remises en cause qui, rapprochées, manifestent la cristallisation d'un nouveau paradigme. (...) La société ne dispose, pour organiser ses structures du moment ou réguler ses dynamiques, d'aucun point fixe extérieur et qui lui soit transcendant. Elle produit ses propres références et constitue pour elle-même son propre moteur.
"Histoire des pratiques, pratiques de l'histoire" in Les formes de l'expérience, p. 13-14.

## Publications
- Chemins de terre et voies d'eau : réseaux de transport et organisation de l'espace en France, 1740-1840, Paris, EHESS, 1984, 148 p.
- Paroisses et communes de France. Dictionnaire d'histoire administrative et démographique. Charente-Maritime (dir. avec J.-P. Bardet et G. Arbellot), vol. XVII, Paris, Éd. du CNRS, 1985, 628 p.
- Atlas de la Révolution française. Routes et communications (dir. avec G. Arbellot), vol. I, Paris, EHESS, 1987, 91 p.
- La Ville et l'innovation. Relais et réseaux de diffusion en Europe, XIVe – XIXe siècle (dir. avec J. Hoock), Paris, EHESS, 1987, 222 p.
- Armature urbaine et organisation de l'espace dans la France préindustrielle, 1740-1840, Lille, université de Lille III, ANRT, 1988, 3 microfiches.
- Les Villes dans la France moderne (1740-1840), Paris, Albin Michel, 1988, 490 p.
- Temporalités urbaines (dir. avec D. Pumain), Paris, Anthropos, 1993, 316 p.
- The Pre-Industrial Urban System : France 1740-1840 (trad. G. Rodgers), Cambridge, Cambridge University Press/Paris, MSH, 1994, 483 p.
- Atlas de la Révolution française. Population (dir. avec M. Sinarellis), vol. VIII, Paris, EHESS, 1995, 93 p.
- Capital Cities and Their Hinterlands in Early Modern Europe (dir. avec P. Clark), Aldershot, Variorum, 1996, 288 p.
- La Città e le sue storie (dir. avec C. Olmo), Turin, Einaudi, 1995, 260 p.
- Les Formes de l'expérience. Une autre histoire sociale (dir.), Paris, Albin Michel, 1995, 337 p. - rééd. 2013

À titre Posthume :
- L'invention scientifique de la Méditerranée : Égypte, Morée, Algérie (dir. avec M.-N. Bourguet, D. Nordman, M. Sinarellis), Paris, Éditions de l'EHESS, 1998, 325 p.
- Carnet de croquis. Sur la connaissance historique, Paris, Albin Michel, 1999, 316 p.
- La ville des sciences sociales (dir. avec Ch. Topalov), Paris, Belin, 2001, 409 p.